# Retz (Herrschaft)
Die Herrschaft Retz war eine Grundherrschaft im nordwestlichen Viertel unter dem Manhartsberg im Erzherzogtum Österreich unter der Enns, dem heutigen Niederösterreich.

## Ausdehnung
Die Herrschaft Retz umfasste zuletzt die Ortsobrigkeit über Rohrendorf. Weiters verfügte die Herrschaft über Untertanen in Altstadt Retz, Mitterretzbach, Oberretzbach, Pulkau, Niederfladnitz, Watzelsdorf, Zellerndorf und Pernersdorf. Die Ortsobrigkeit über Rohrendorf stand der Herrschaft Retz in einem 6-jährigen Turnus wechselweise mit den Herrschaften Leodagger und Deinzendorf zu. Der Sitz der Verwaltung befand sich im Stiftshof in Retz.

## Geschichte
Bis 1792 hatte der Bischof von St. Pöltner die Herrschaft inne, dann kam sie an den Religionsfonds und wurde dadurch Kameralherrschaft. 1837 erwarb Ernst Karl Graf Strachwitz die Herrschaft als Allodialgut, Sitz blieb der Stiftshof. Letzter Inhaber war Karl Ernest Graf von Strachwitz, bevor die Herrschaft nach den Reformen 1848/1849 aufgelöst wurde.